# BMC Racing Team/2011
Deze pagina geeft een overzicht van de samenstelling van BMC Racing Team-wielerploeg in 2011.

## Algemeen
Algemeen manager: Jim Ochowicz
Ploegleiders: John Lelangue, Fabio Baldato, Michael Sayers, Maximilian Sciandri, Rik Verbrugghe
Fietsmerk: BMC

## Renners
| Naam               | Geboortedatum | Nationaliteit    | Ploeg 2010/Contract                 |
| ------------------ | ------------- | ---------------- | ----------------------------------- |
| Alessandro Ballan  | 06-11-1979    | Italië           |                                     |
| Chris Barton       | 07-06-1988    | Verenigde Staten |                                     |
| Chad Beyer         | 15-08-1986    | Verenigde Staten |                                     |
| Brent Bookwalter   | 16-02-1984    | Verenigde Staten |                                     |
| Marcus Burghardt   | 30-06-1983    | Duitsland        |                                     |
| Chris Butler       | 16-02-1988    | Verenigde Staten |                                     |
| Yannick Eijssen    | 26-06-1989    | België           | neoprof                             |
| Cadel Evans        | 14-02-1977    | Australië        |                                     |
| Mathias Frank      | 09-12-1986    | Zwitserland      |                                     |
| George Hincapie    | 29-06-1973    | Verenigde Staten |                                     |
| Martin Kohler      | 17-07-1985    | Zwitserland      |                                     |
| Alexander Kristoff | 05-07-1987    | Noorwegen        |                                     |
| Karsten Kroon      | 29-01-1976    | Nederland        |                                     |
| Jeff Louder        | 08-12-1977    | Verenigde Staten |                                     |
| Amaël Moinard      | 02-02-1982    | Frankrijk        | Cofidis, le crédit en ligne         |
| Steve Morabito     | 30-01-1983    | Zwitserland      |                                     |
| John Murphy        | 15-12-1984    | Verenigde Staten |                                     |
| Taylor Phinney     | 27-06-1990    | Verenigde Staten | neoprof, Team Radioshack (stagiair) |
| Manuel Quinziato   | 30-10-1979    | Italië           | Liquigas-Doimo                      |
| Timothy Roe        | 28-10-1989    | Australië        | Trek-Livestrong U23                 |
| Mauro Santambrogio | 04-10-1984    | Italië           |                                     |
| Ivan Santaromita   | 30-04-1984    | Italië           | Liquigas-Doimo                      |
| Michael Schär      | 26-05-1986    | Zwitserland      |                                     |
| Johann Tschopp     | 01-07-1982    | Zwitserland      | Bbox Bouygues Telecom               |
| Greg Van Avermaet  | 17-05-1985    | België           | Omega Pharma-Lotto                  |
| Danilo Wyss        | 26-08-1985    | Zwitserland      |                                     |
| Simon Zahner       | 08-05-1983    | Zwitserland      |                                     |

## Overwinningen
| Tirreno-Adriatico 6e etappe: Cadel Evans Eindklassement: Cadel Evans Ronde van Romandië Eindklassement: Cadel Evans Nationale kampioenschappen Noorwegen - wegwedstrijd: Alexander Kristoff Zwitserland - wegtijdrit: Martin Kohler | Ronde van Frankrijk 4e etappe: Cadel Evans Eindklassement: Cadel Evans Ronde van Oostenrijk 6e etappe: Greg Van Avermaet Ronde van Wallonië 5e etappe: Greg Van Avermaet Eindklassement: Greg Van Avermaet | Eneco Tour Proloog: Taylor Phinney USA Pro Cycling Challenge 2e etappe: George Hincapie Parijs-Tours Winnaar: Greg Van Avermaet |

2007 · 2008 · 2009 · 2010 · 2011 · 2012 · 2013 · 2014 · 2015 · 2016 · 2017 · 2018 · 2019 · 2020
AG2R-La Mondiale · Astana · BMC Racing Team · Euskaltel-Euskadi · Team Garmin-Cervélo · Team HTC-High Road · Katjoesja · Lampre-ISD · Team Leopard-Trek · Liquigas-Cannondale · Team Movistar · Omega Pharma-Lotto · Quick Step · Rabobank · Team RadioShack · Saxo Bank-Sungard · Sky ProCycling · Vacansoleil-DCM